# Biwabik
Biwabik é uma cidade localizada no estado americano de Minnesota, no Condado de St. Louis.

## Demografia
Segundo o censo americano de 2000, a sua população era de 954 habitantes. 
Em 2006, foi estimada uma população de 947, um decréscimo de 7 (-0.7%).

## Geografia
De acordo com o United States Census Bureau tem uma área de 
13,3 km², dos quais 12,4 km² cobertos por terra e 0,9 km² cobertos por água. Biwabik localiza-se a aproximadamente 451 m acima do nível do mar.

## Localidades na vizinhança
O diagrama seguinte representa as localidades num raio de 16 km ao redor de Biwabik. 